# Bad Boys II
Bad Boys II – amerykańska komedia sensacyjna z 2003 roku w reżyserii Michaela Baya.

## Obsada
- Martin Lawrence – detektyw lieutenant Marcus Burnett
- Will Smith – detektyw lieutenant Mike Lowrey
- Gabrielle Union – Sydney 'Syd' Burnett
- Jordi Mollà – Hector Juan Carlos 'Johnny' Tapia
- Jon Seda – Roberto
- Peter Stormare – Alexei
- Oleg Taktarov – Josef Kuninskavich
- Michael Shannon – Floyd Poteet
- Theresa Randle – Theresa Burnett
- Joe Pantoliano – kapitan C. Howard
- Jason Manuel Olazabal – detektyw Marco Vargas
- Yul Vazquez – detektyw Mateo Reyes
- Treva Etienne – 'Icepick'
- Kiko Ellsworth – 'Blondie Dread'

## Produkcja
Zdjęcia kręcono w Miami i w Portoryko.